# Національний військово-історичний музей України
Національний військово-історичний музей України (НВІМУ) — провідна музейна інституція в структурі Збройних сил України, яка досліджує та висвітлює історію військової справи на теренах України, витоки та сучасний стан українських військових традицій, уніформології, фалеристики, вексилології, демонструє предмети озброєння та військового спорядження різних епох.
Створений у жовтні 1995 року як Центральний музей Збройних Сил. Процес постійного нарощування його музейного потенціалу сприяв тому, що 15 січня 2010 року Указом Президента України музею надано статус національного та перейменовано у Національний військово-історичний музей України.

## Історія та діяльність
Робота зі створення музею розпочалася у жовтні 1995 року. У вересні 1996 року за рішенням міністра оборони України музей отримав статус головного музею в системі військово-музейної справи у Збройних силах України. Свої двері для відвідувачів музей відкрив у червні 1998 року і з цього часу він набув популярності у шанувальників військової історії.
До 2010 року Центральний музей Збройних сил України.
15 січня 2010 року Центральному музею Збройних сил України відповідно Указу Президента України надано статус національного та перейменовано у Національний військово-історичний музей України.
Національний військово-історичний музей України (далі НВІМУ) займається видавничою справою і є засновником «Військово-історичного альманаху», єдиного в Україні періодичного видання, яке ґрунтовно висвітлює військові події минулого, публікує спогади відомих військових діячів та наукові доробки дослідників військової спадщини. Також, на базі НВІМУ видавалося науково-популярне видання «Український військовий музей» — журнал, що висвітлює основні напрямки музейної роботи.

## Історія будівлі музею
Музей розташовано у правому крилі будівлі Центрального будинку офіцерів Збройних Сил України (пам'ятка архітектури) у Кріпосному провулку за адресою вулиця Михайла Грушевського 30/1. Ця будівля зводилась у 1914–1918 роках за проєктом архітекторів В. Г. Кричевського і В. П. Пещанського і спочатку призначалася для льотної школи прапорщиків. Була однією із небагатьох великих споруд, що будувались в період Першої світової війни військовим міністерством у зв'язку з перетворенням Києва на головний тиловий центр Південно-Західного фронту.
У 1928 році було прийнято рішення розширити будівлю для Будинку Червоної Армії і Флоту. Будівництво закінчено у 1933 році під керівництвом архітектора Й. Ю. Каракіса. Праве крило будівлі уздовж Кріпосного провулку, де нині розміщується Національний військово-історичний музей України, було зведене вже після Другої світової війни. В червні 1989 року будинок був визнаний пам'яткою архітектури, а у 2006 році занесений до Державного реєстру нерухомих пам'яток України, як пам'ятка архітектури місцевого значення.

## Експозиція
Експозиція музею розміщена у 12 залах на трьох поверхах і побудована за хронологічним принципом. Вона висвітлює основні періоди військової історії України починаючи з доби бронзи і завершуючи сьогоденням. Тематично вона орієнтована на широкий загал відвідувачів, зокрема і на дітей. Наявні україномовні та англомовні підписи до експонатів.
Музейні предмети кіммерійсько-скіфсько-сарматського періоду, часів Київської Русі, доби національно-визвольної боротьби XVII—XVIII ст., українських військових формувань періоду Першої світової війни та визвольних змагань початку XX ст. розповідають про звитягу та мужність, бойовий ратний подвиг народу при захисті рідної землі.
В експозиції музею також представлено раритетні предмети періоду військового будівництва першої половини XX ст., радянсько-німецької війни, боротьби партизанських загонів і підрозділів УПА в 1941—1944 роках, повоєнного будівництва і бойової діяльності військ Радянської армії на території України. Відвідувачі мають можливість ознайомитися зі зразками озброєння, різноманітної військової техніки, холодної та вогнепальної зброї, колекціями нагород, військових відзнак, прапорів, одностроїв. Також у 2010 році була відкрита виставка «Збройні сили України на варті держави», яка присвячена сучасним збройним силам та її розвитку з моменту заснування у 1991 році.
Проводиться робота щодо виконання наукового проєкту НВІМУ «Воєнна історія України» з дослідження проблем військової історії з сивої давнини до сучасного періоду у різних регіонах України. Ці конференції мають загальнодержавне значення, вони сприяють відродженню, розвитку та популяризації воєнно-історичної науки в Україні. Вже сьогодні музей має потужну наукову базу, до якої залучається все більше дослідників воєнної історії.

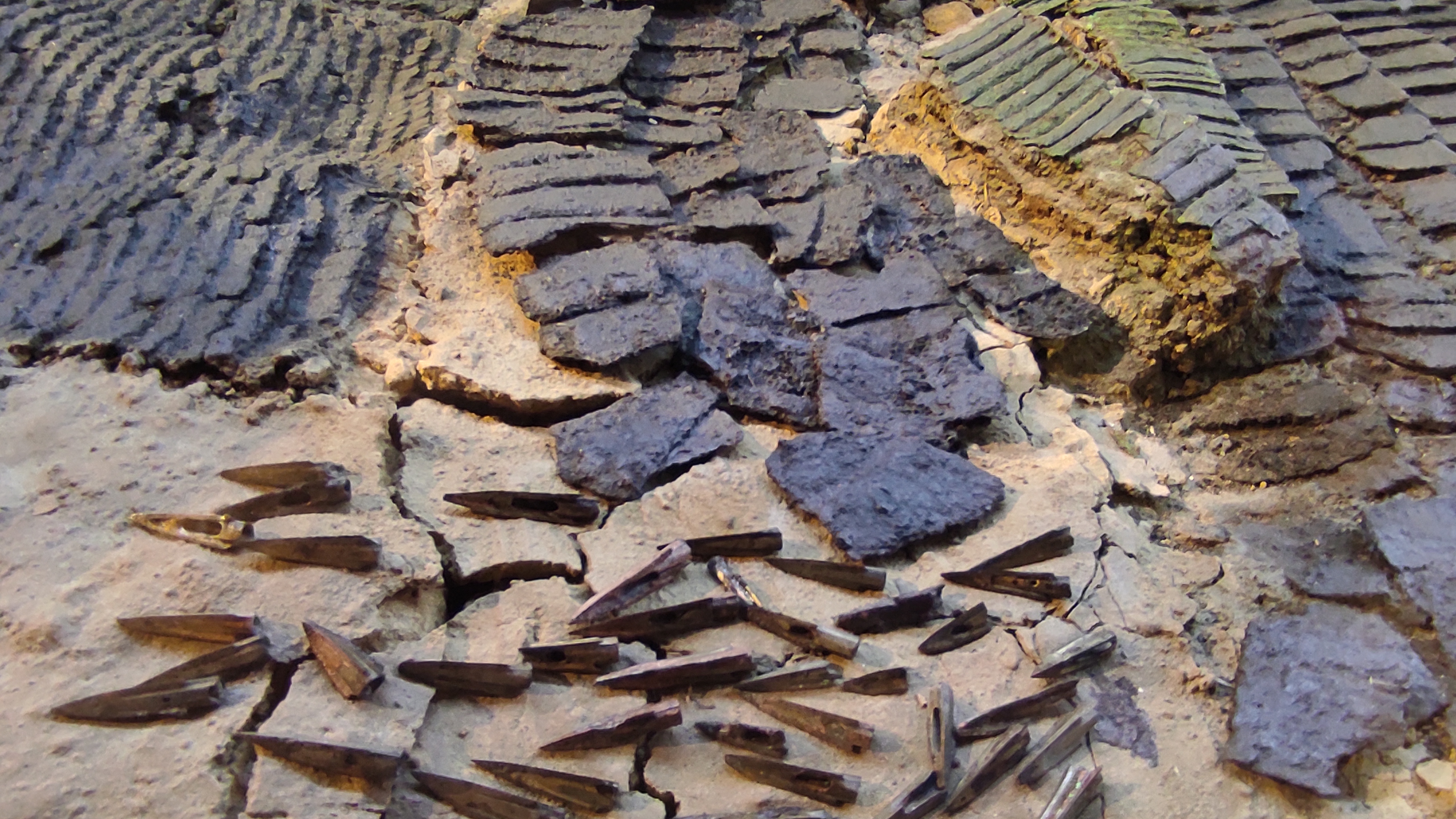
Ламелярний скіфський обладунок
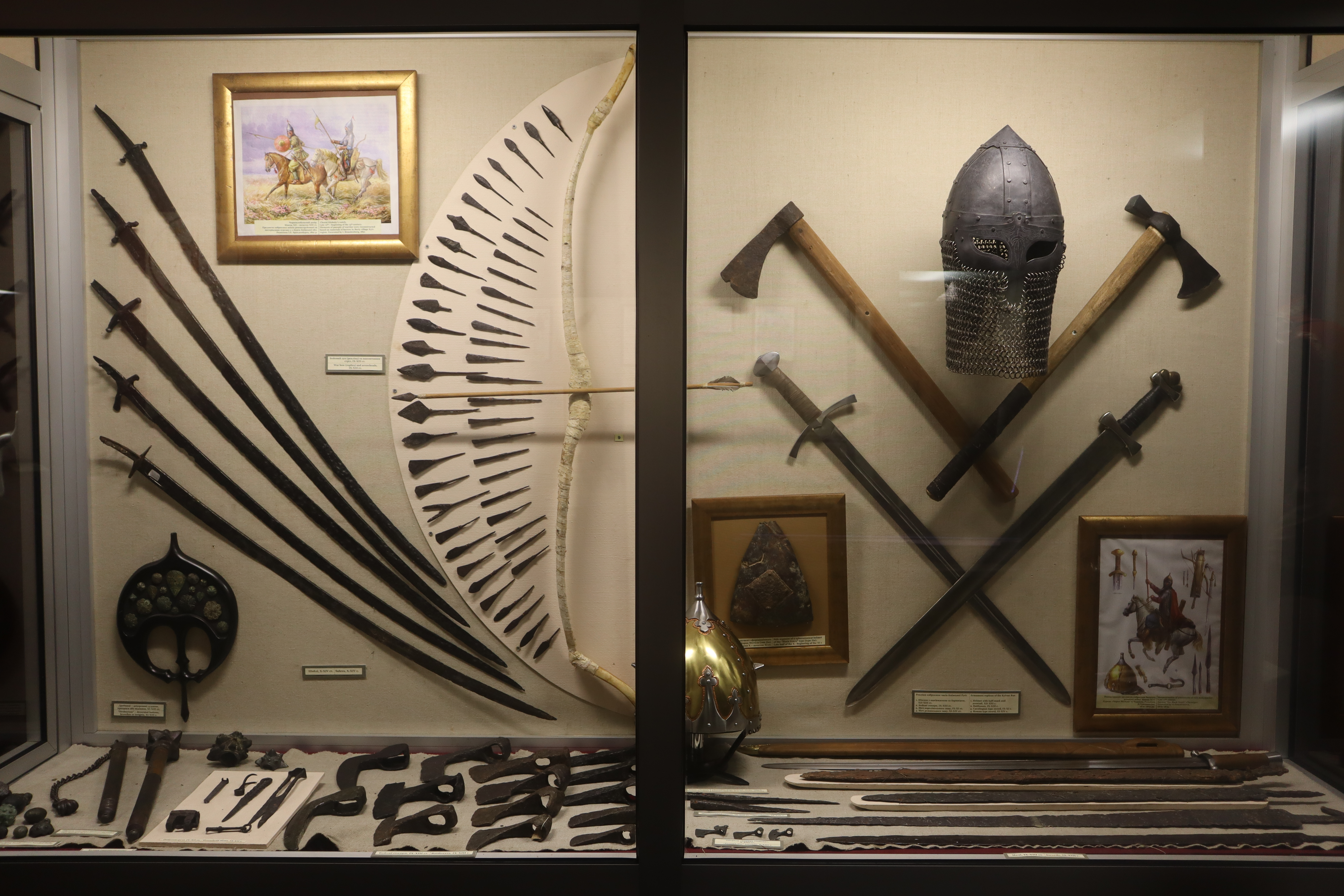
Предмети озброєння та спорядження доби Русі
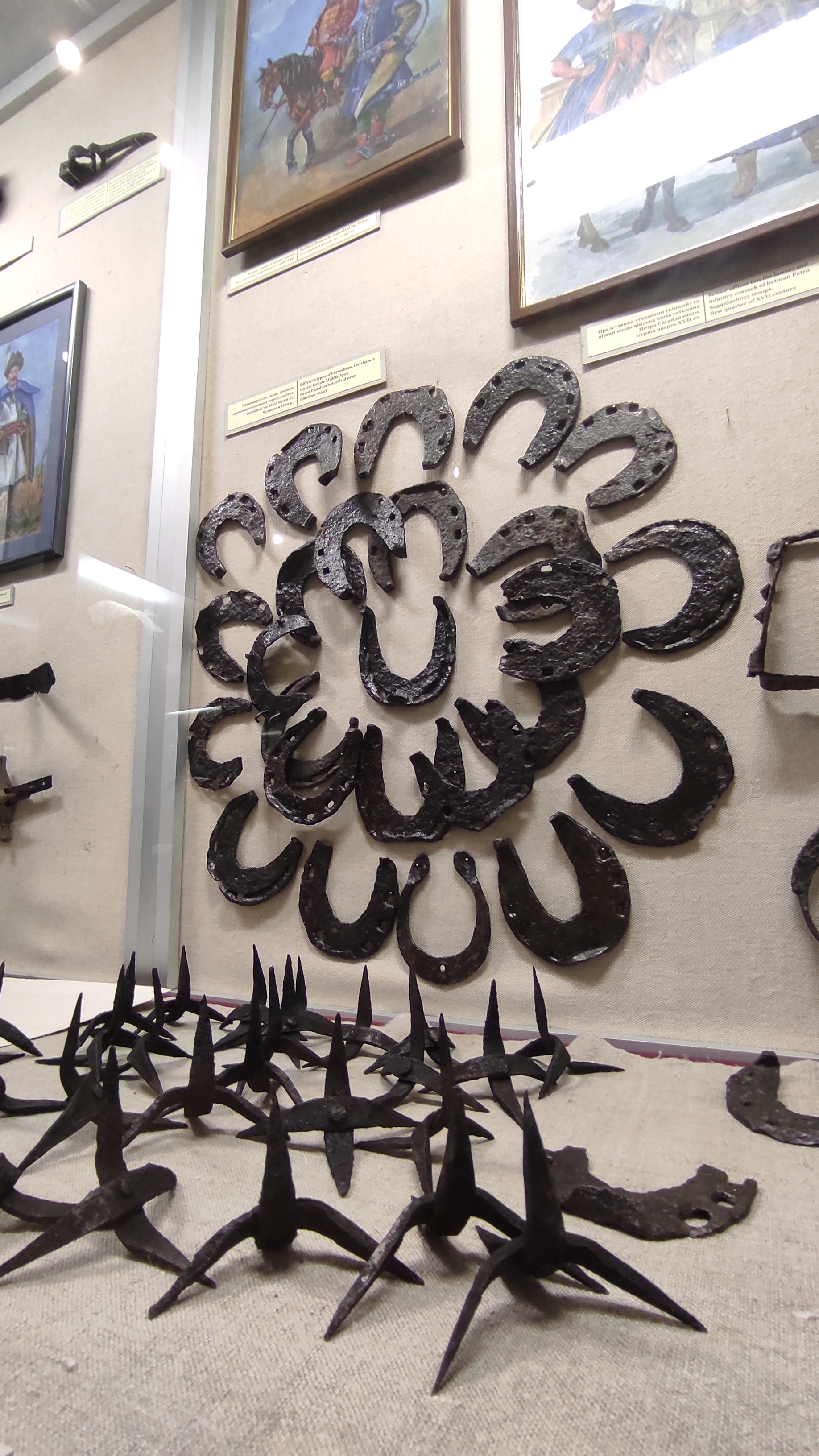
Археологічні знахідки з поля битви під Чудновом 1660 року
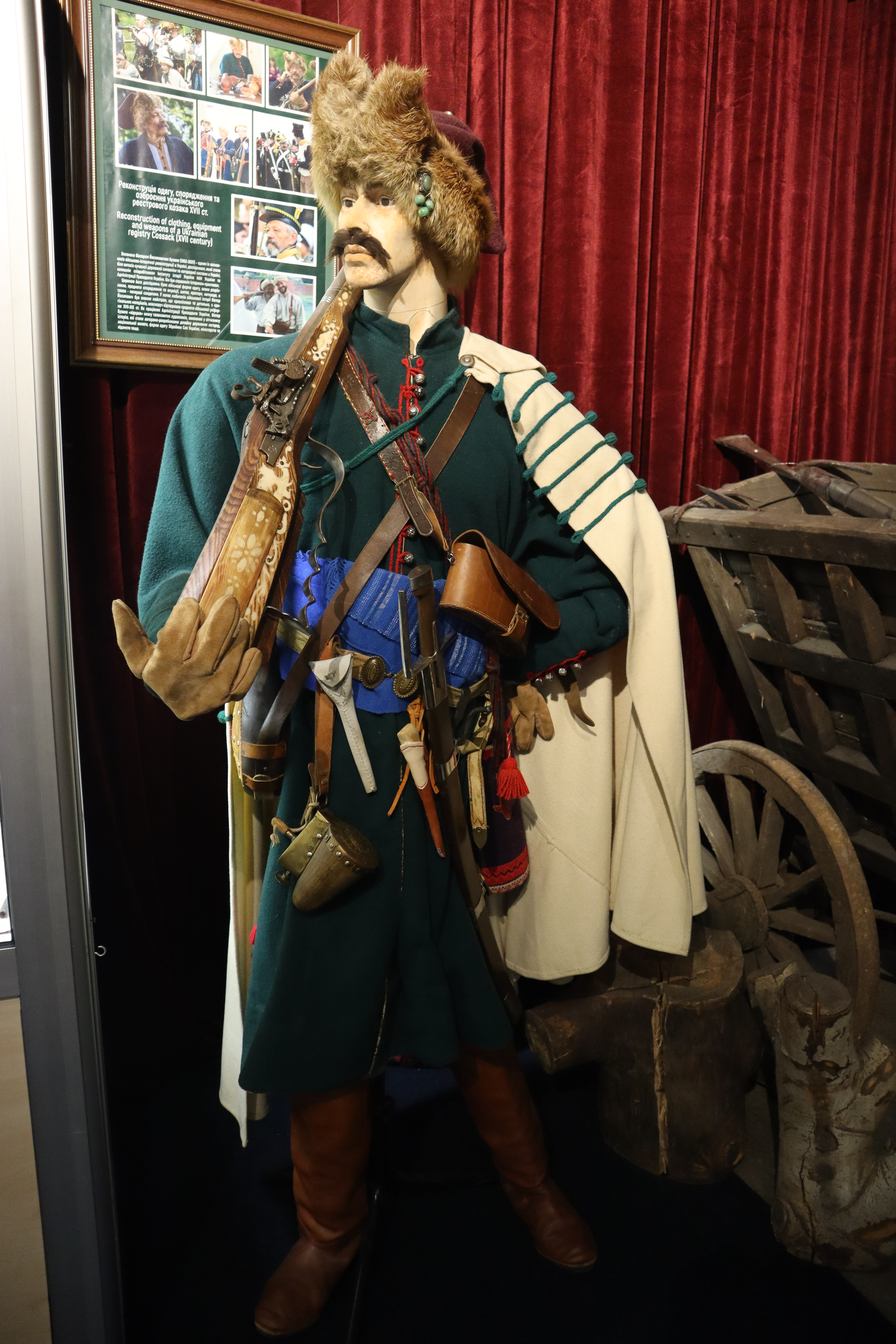
Фігура-реконструкція заможного козака поч. XVIII ст.
Козацькі та турецькі люльки XVI-XVII ст.Козацькі та турецькі люльки XVI-XVII ст.
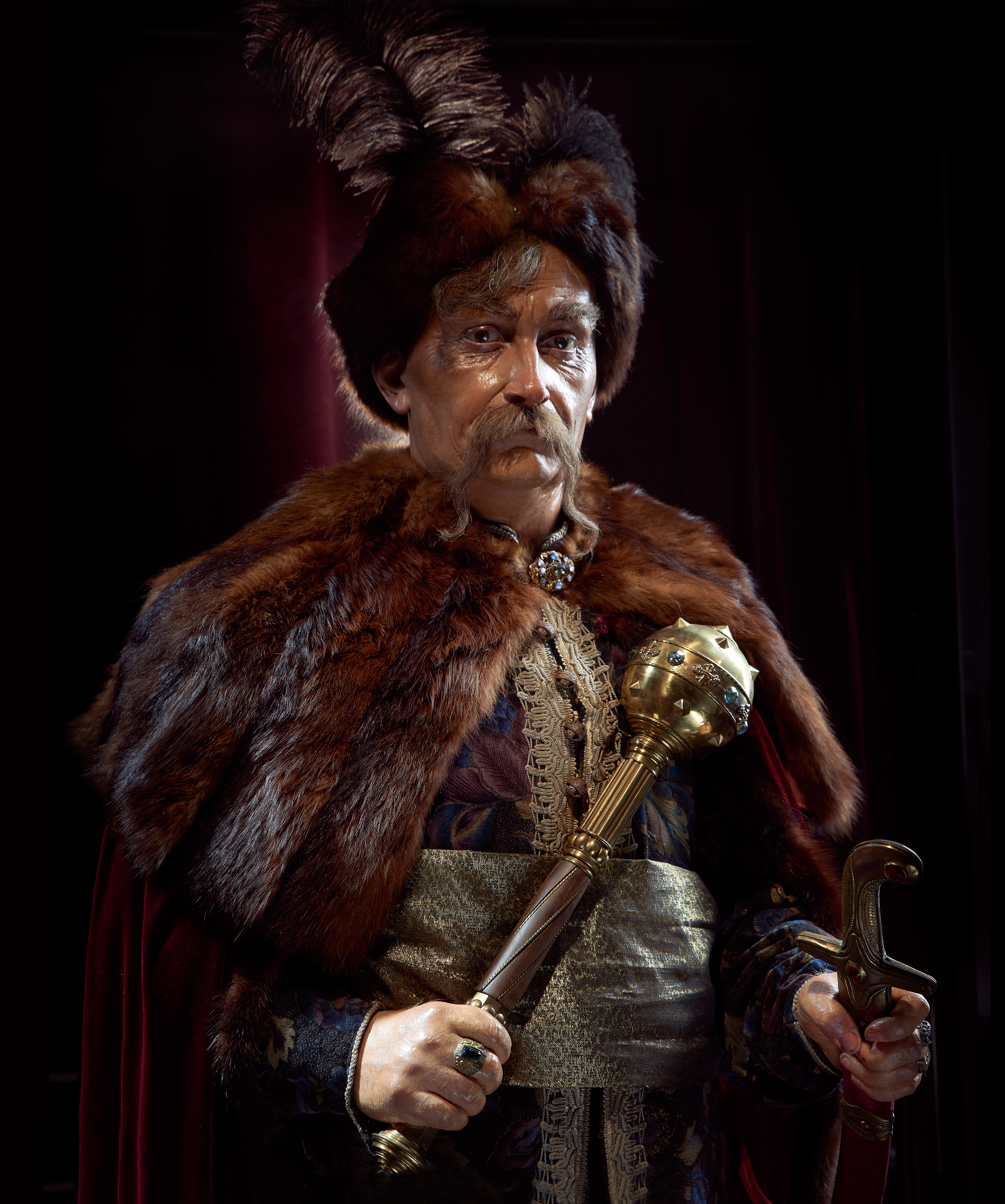
Фігура-реконструкція гетьмана Богдана Хмельницького
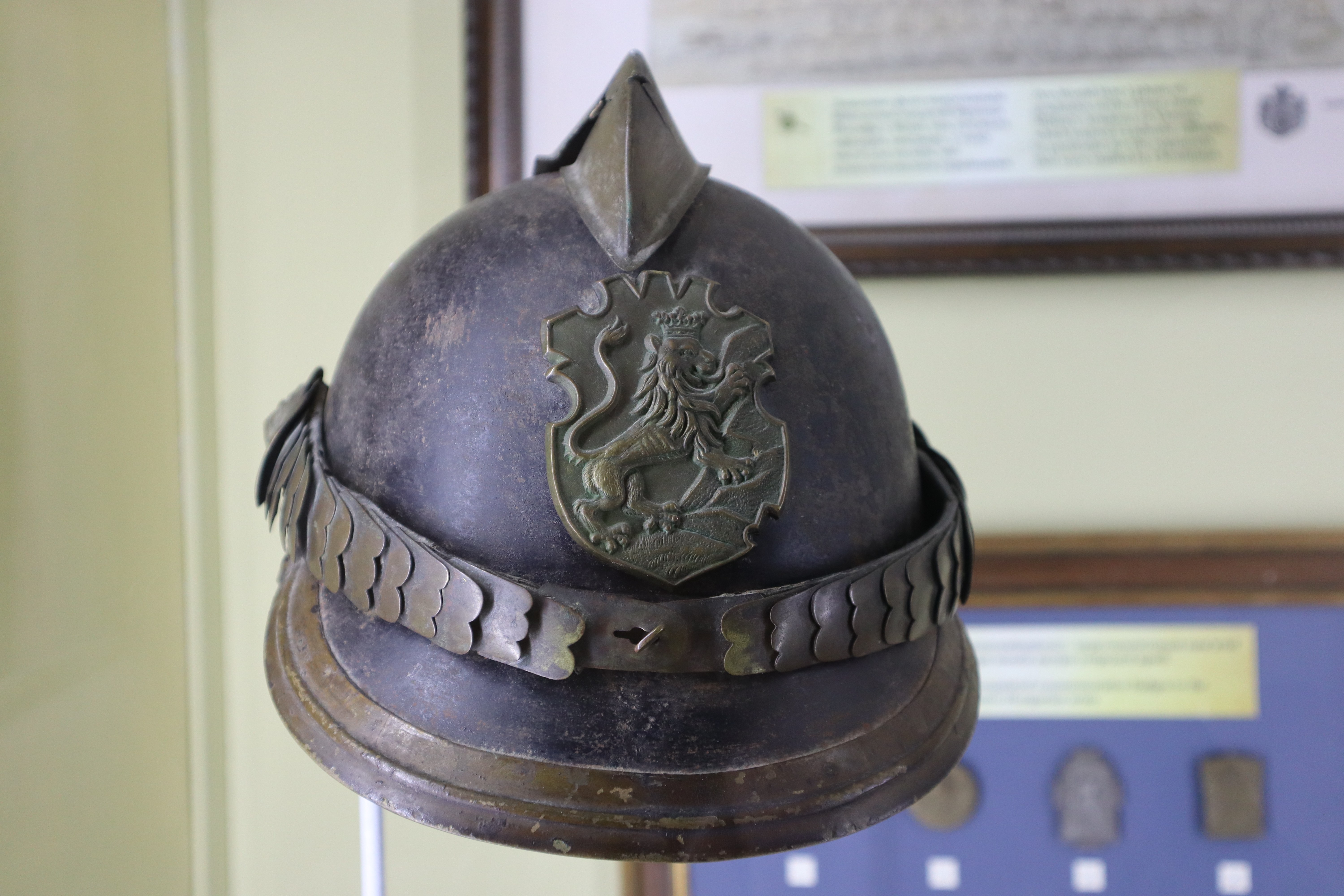
Шолом пожежника з галицьким левом, Австро-Угорщина, поч. XX ст.
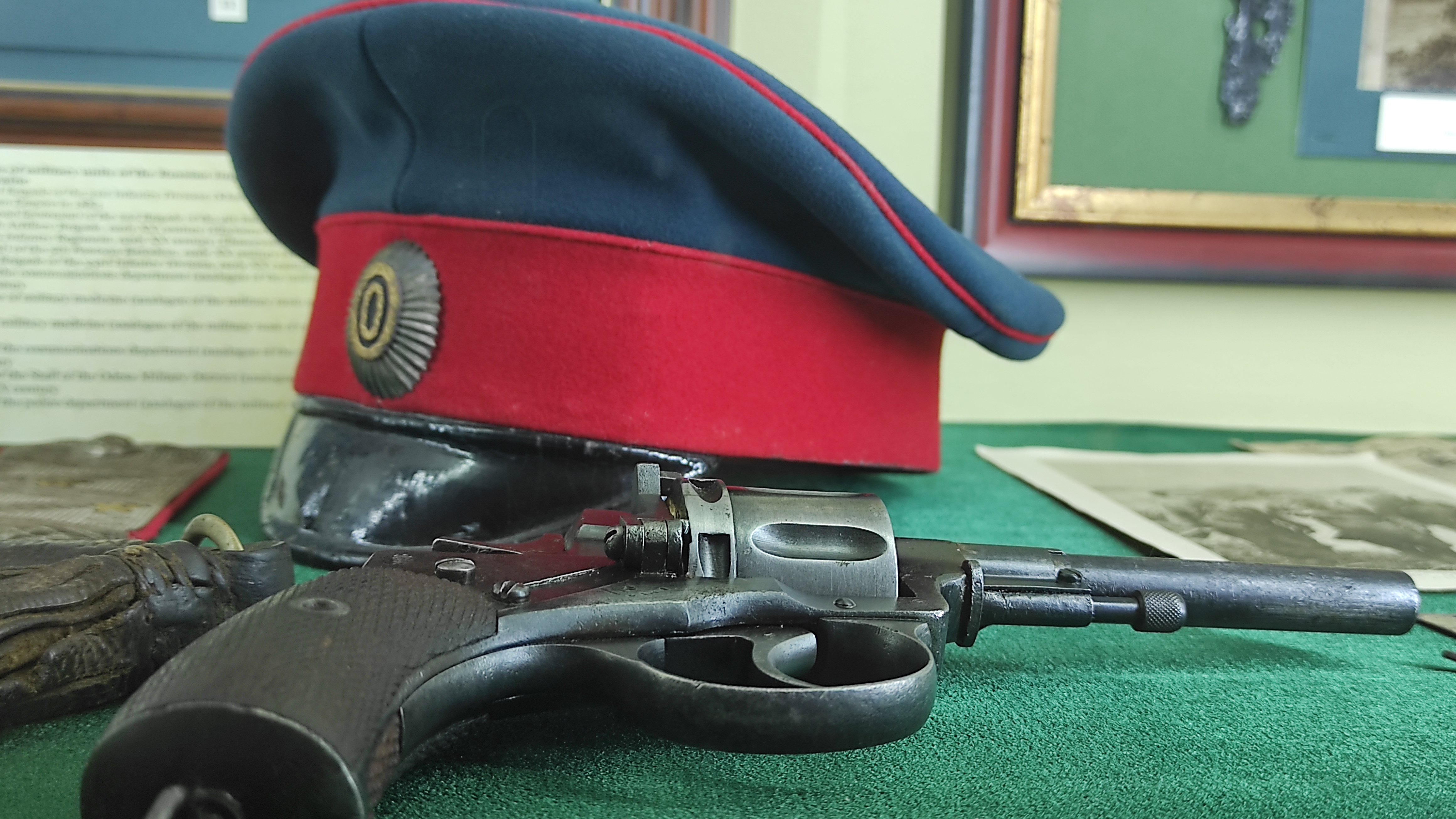
Револьвер системи Нагана зразка 1895 р.
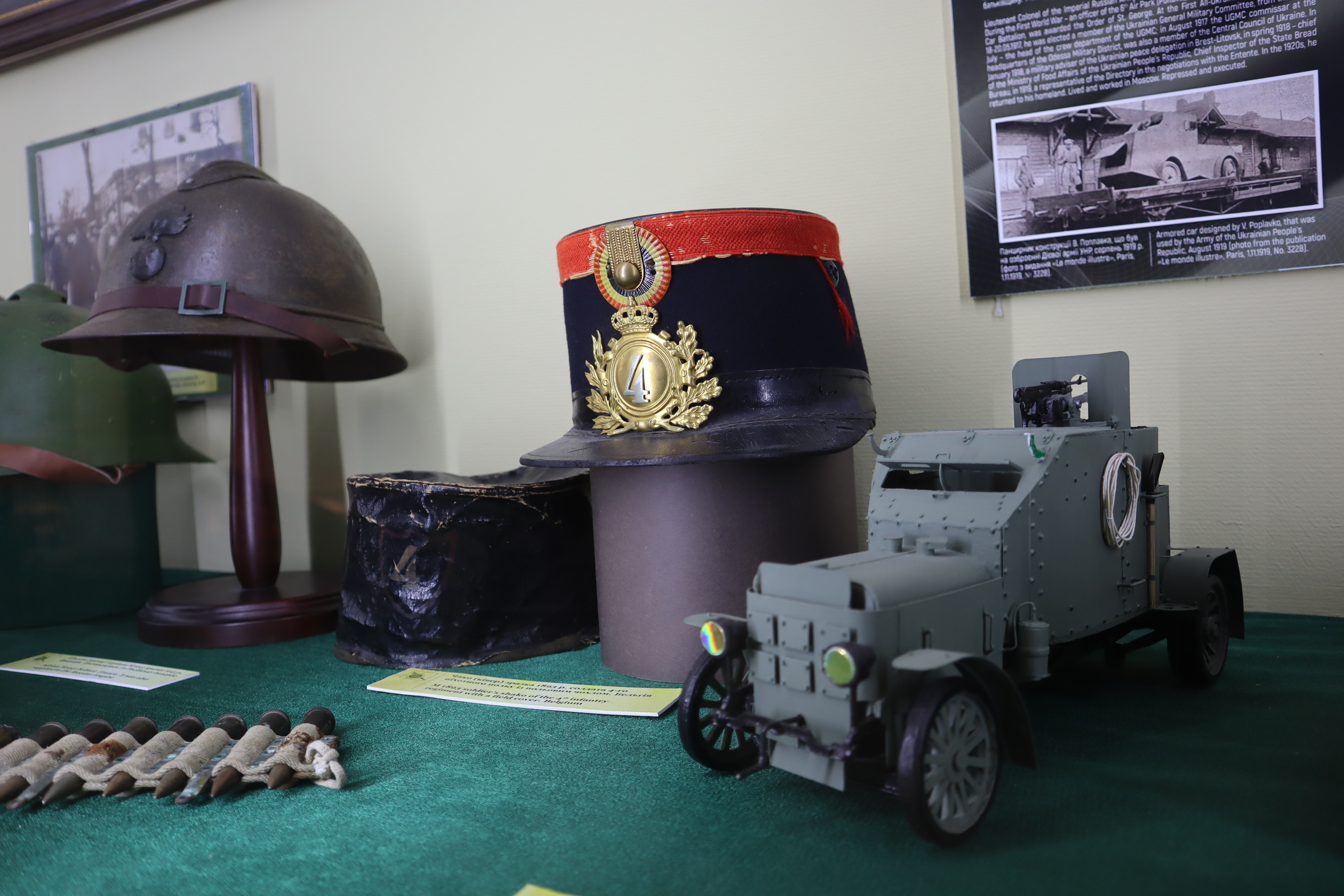
Модель бронеавтомобіля MINERVA зі складу бельгійського бронедивізіону
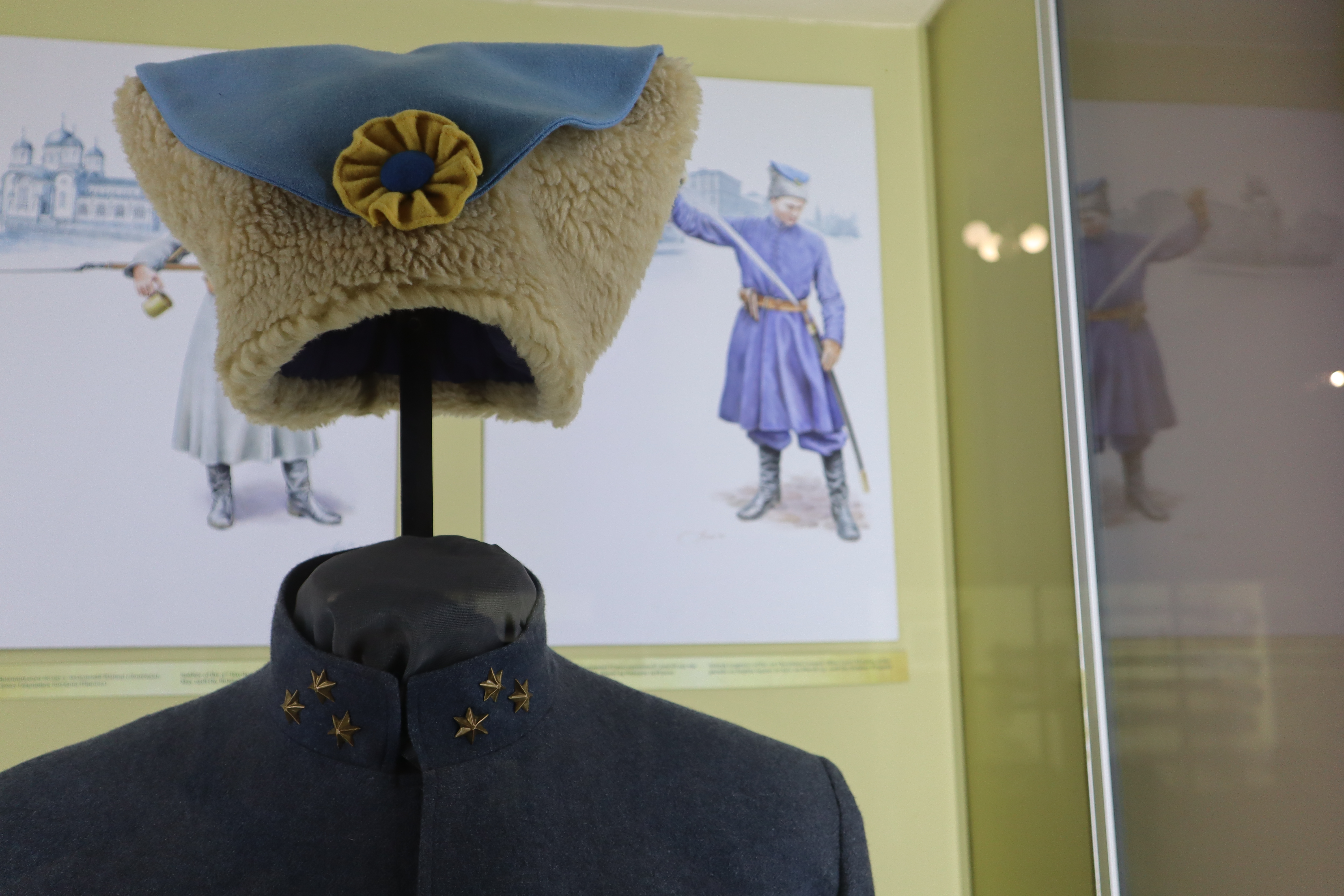
Реконструкція однострою вояка синьожупанної дивізії
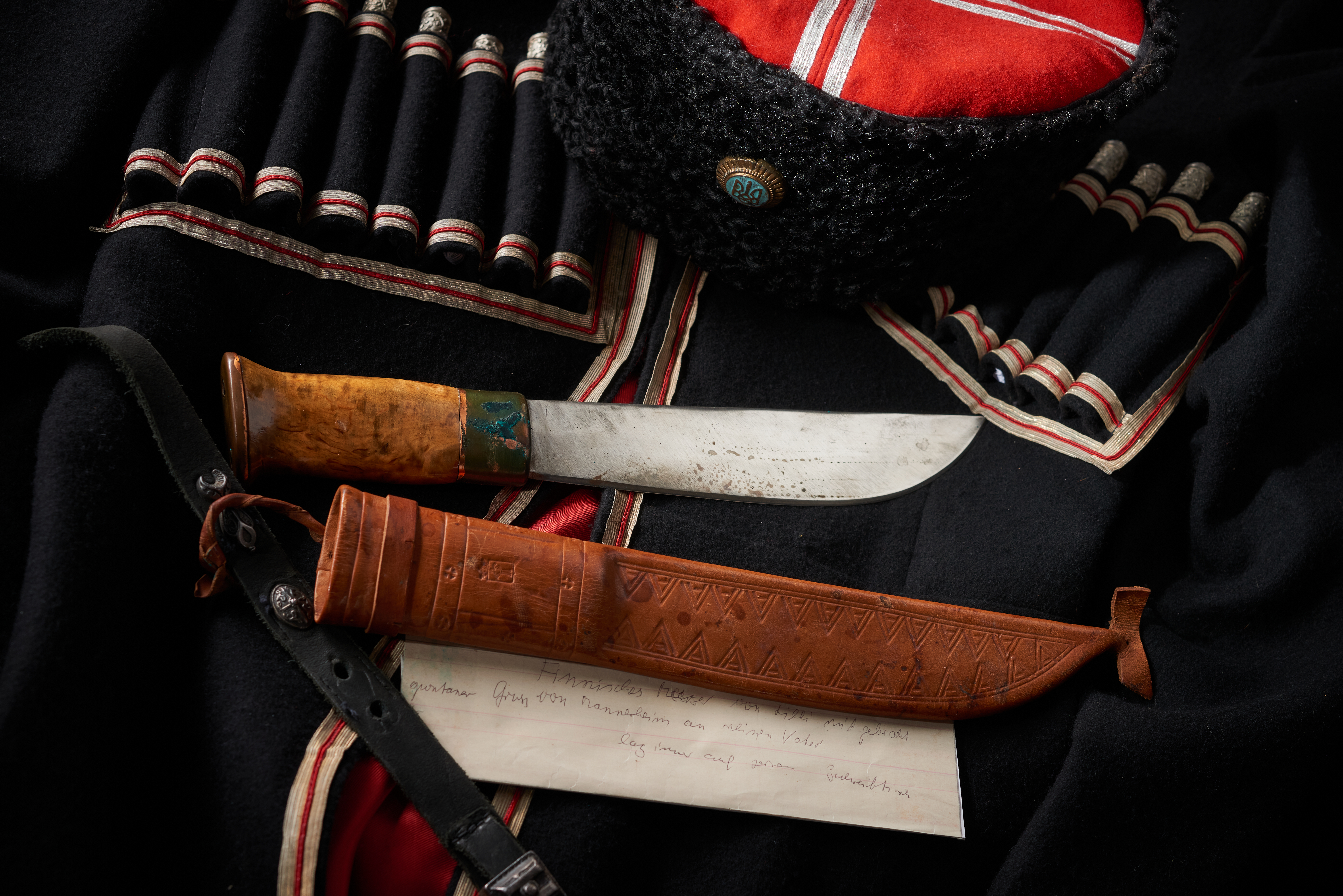
Мисливський ніж - подарунок Павлу Скоропадському від Карла Густава Маннергейма
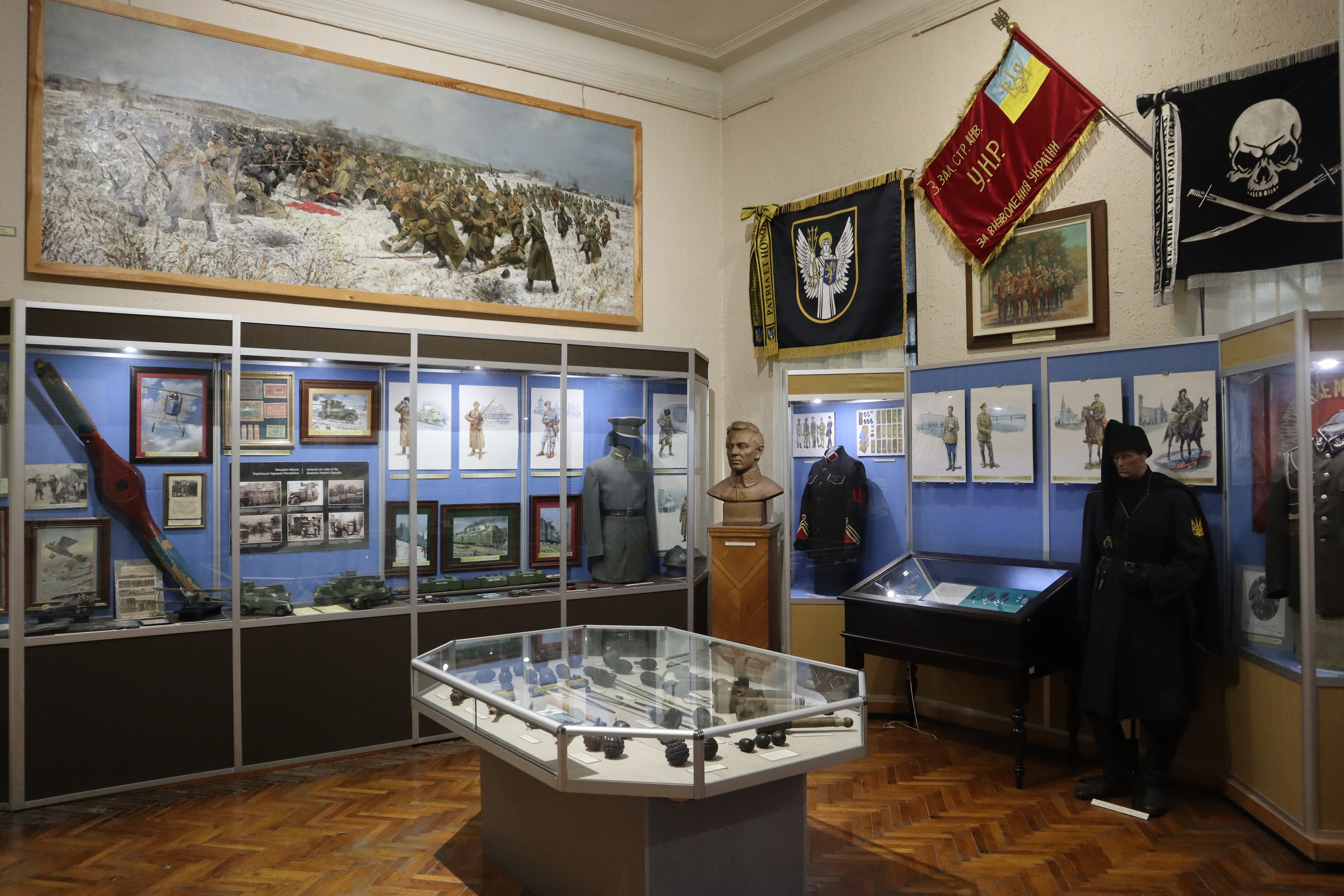
Загальний вигляд частини експозиції про армію УНР
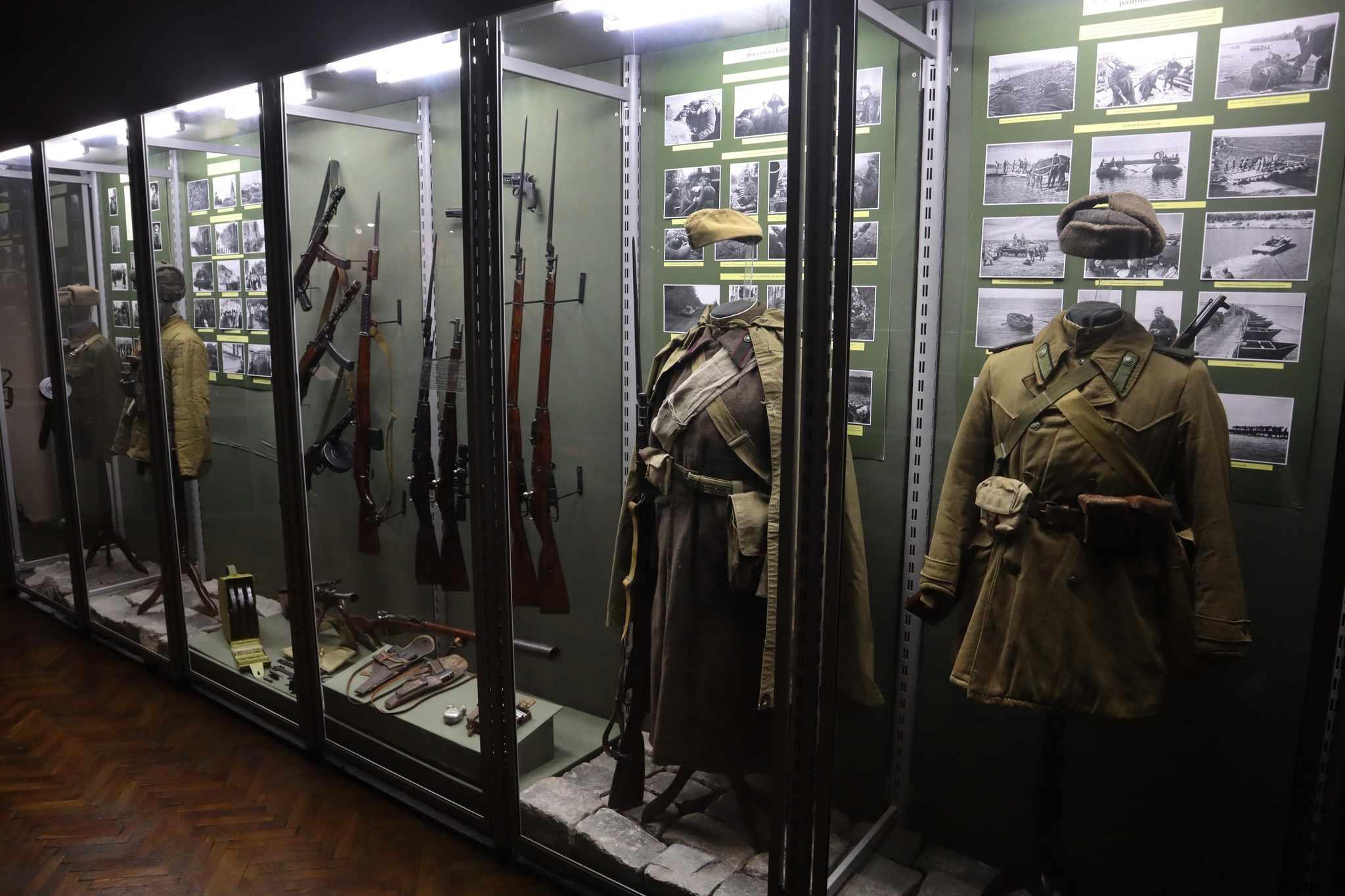
Предмети озброєння, спорядження та уніформи Червоної армії в експозиції НВІМУ
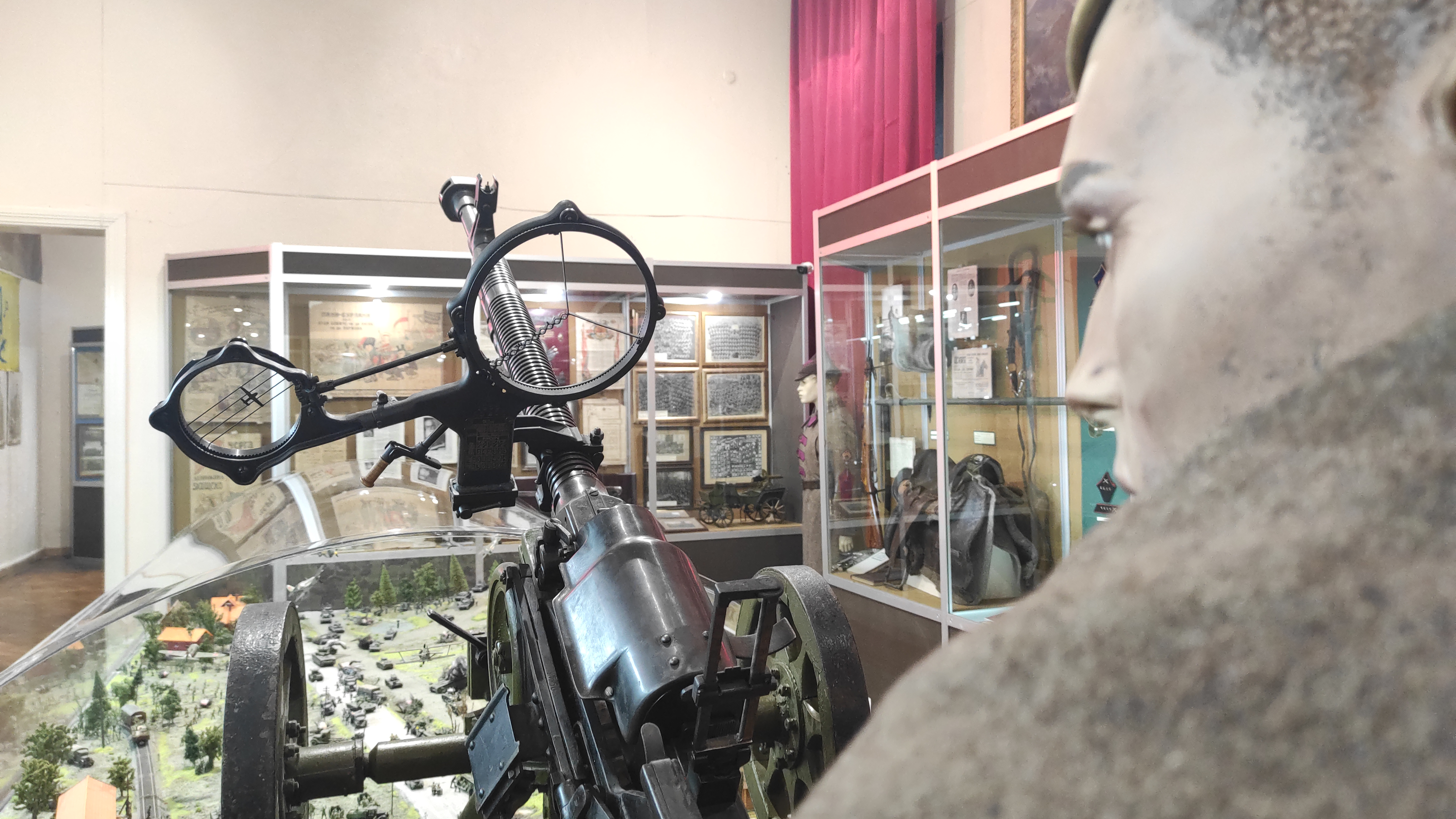
12,7-мм станковий кулемет ДШК зразка 1938 р. у положенні для зенітної стрільби

## Виставка-реквієм «Герої не вмирають!»
10 грудня 2014 року в музеї була відкрита виставка "Герої не вмирають!" присвячена пам'яті загиблих у російсько українській війні у 2014 році.

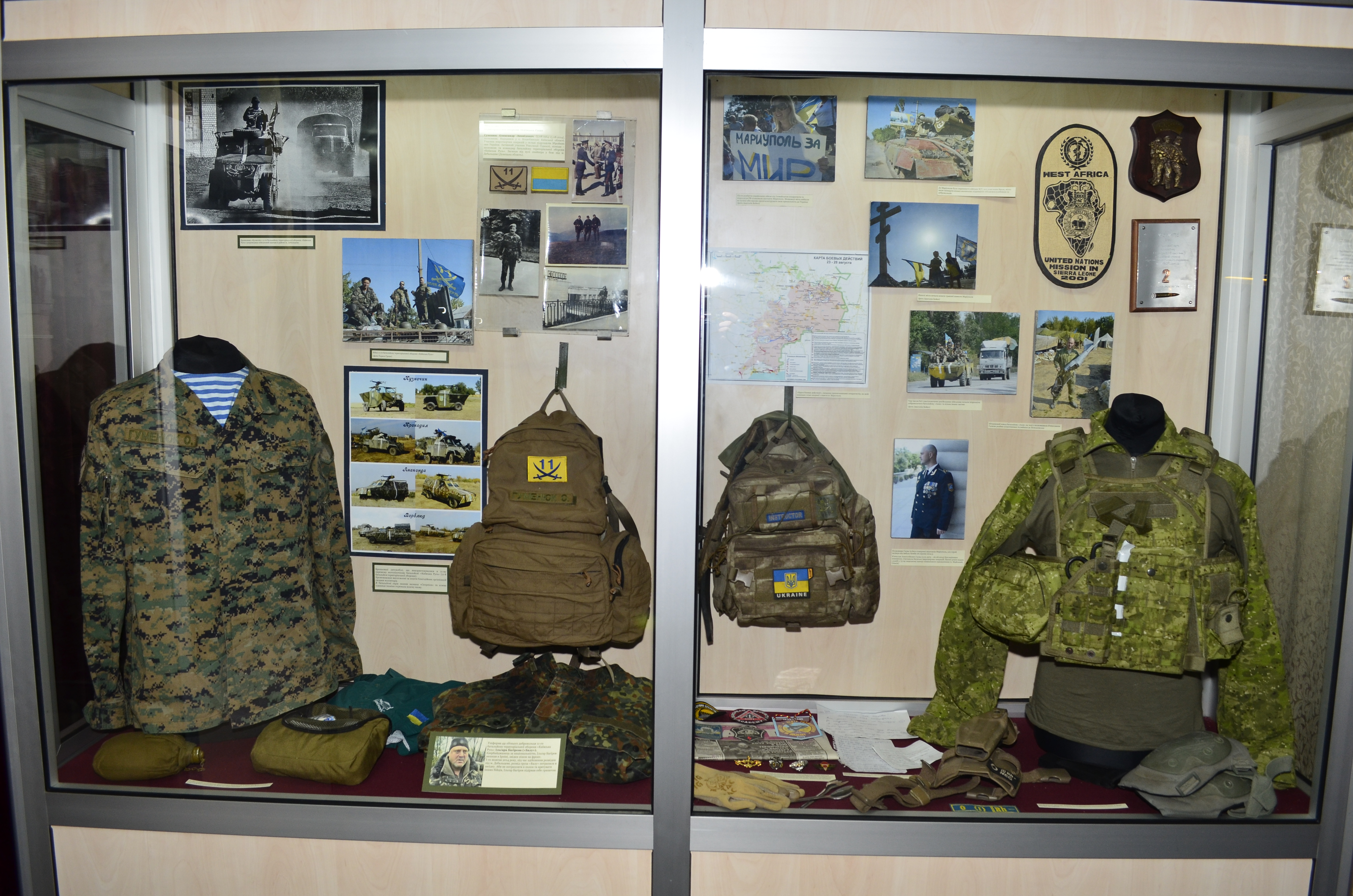
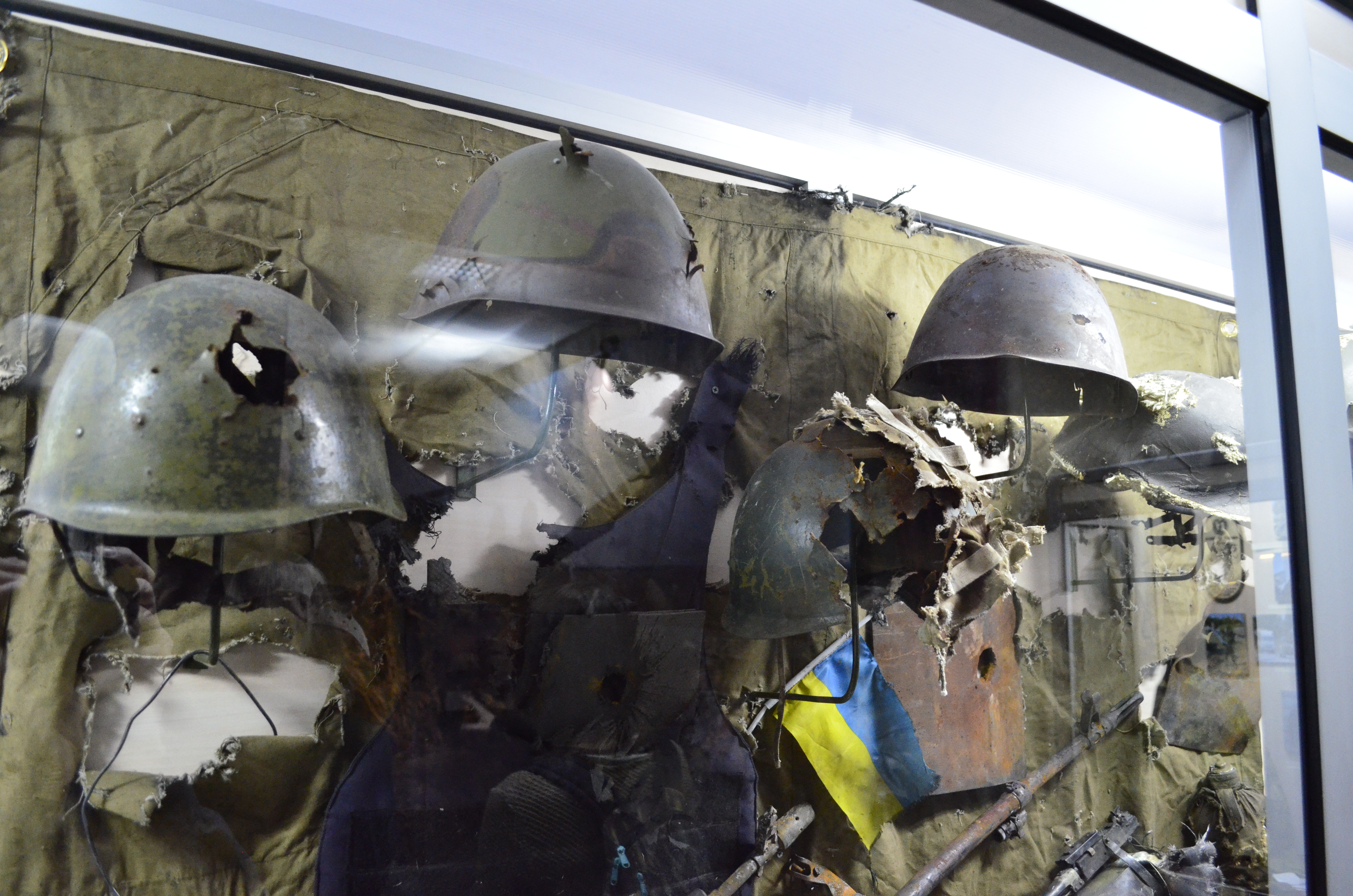
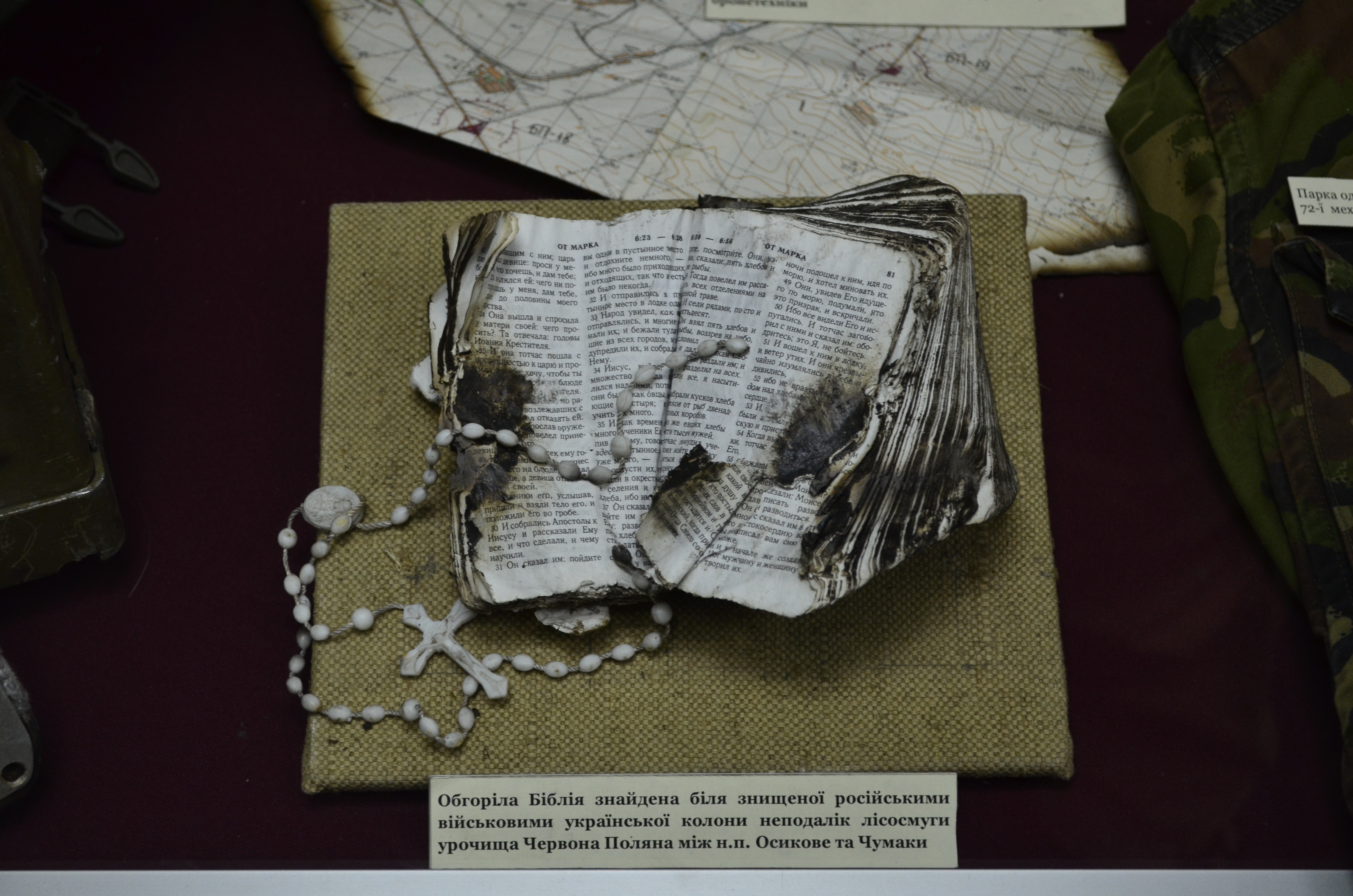
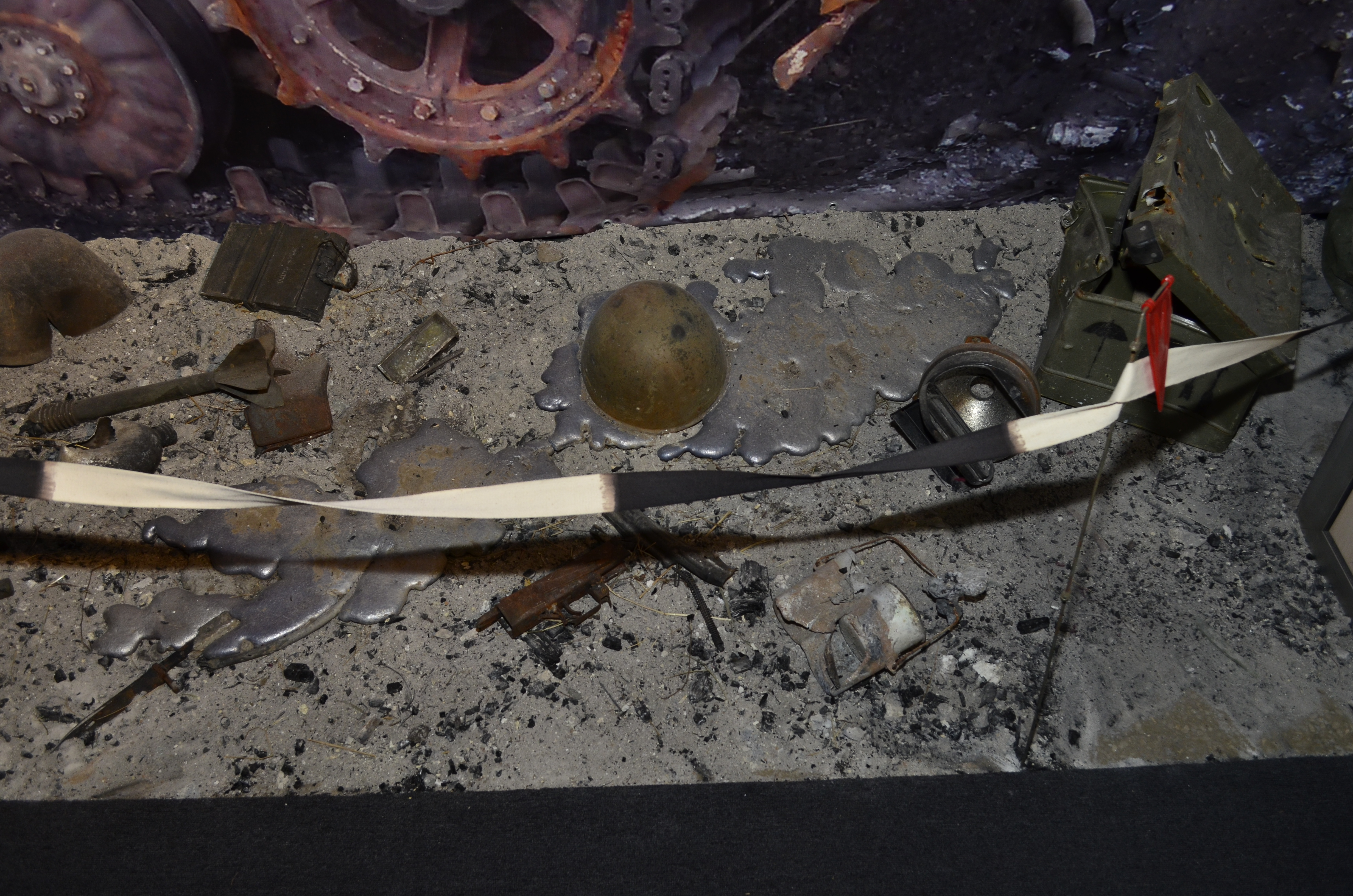
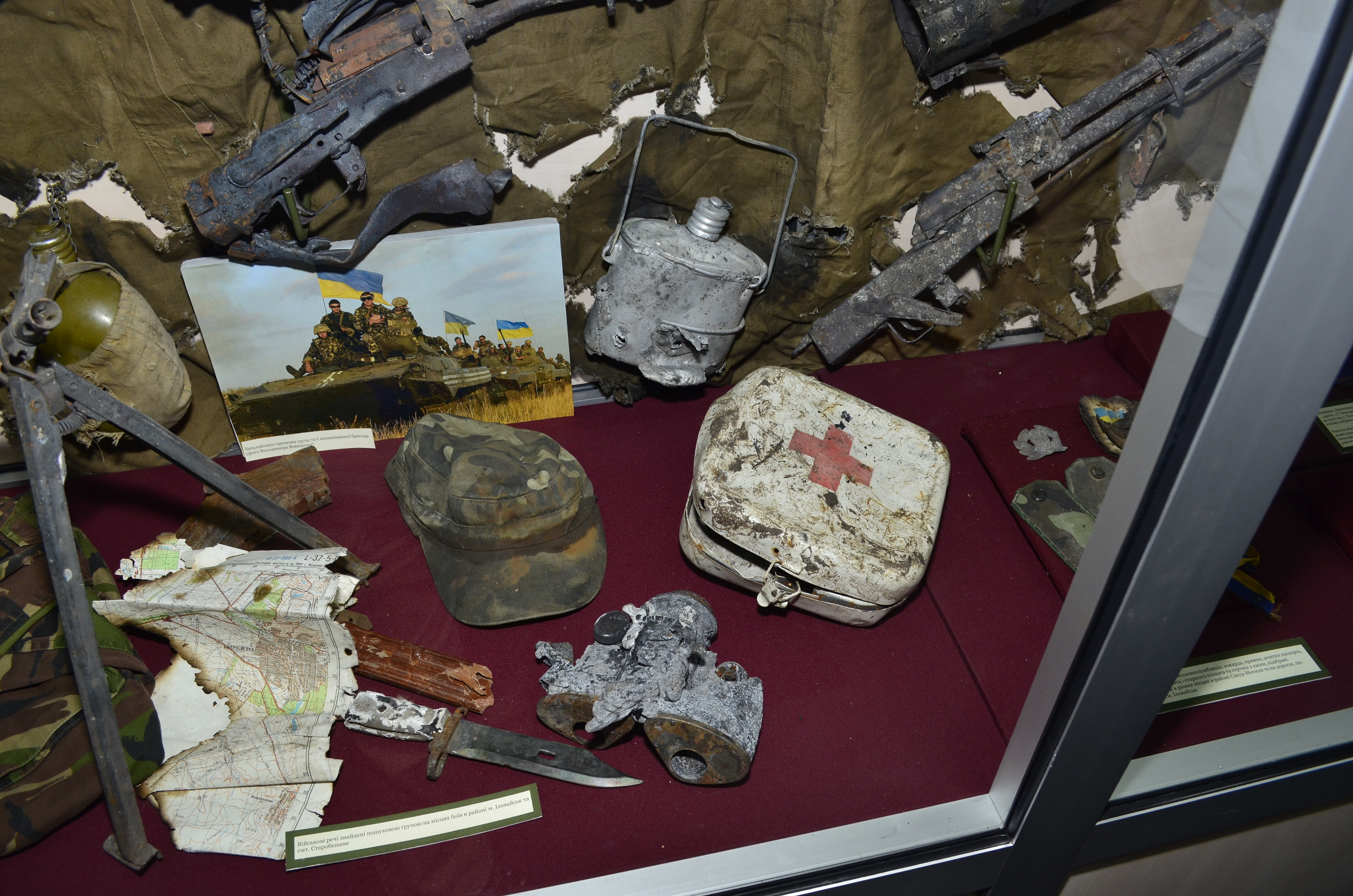
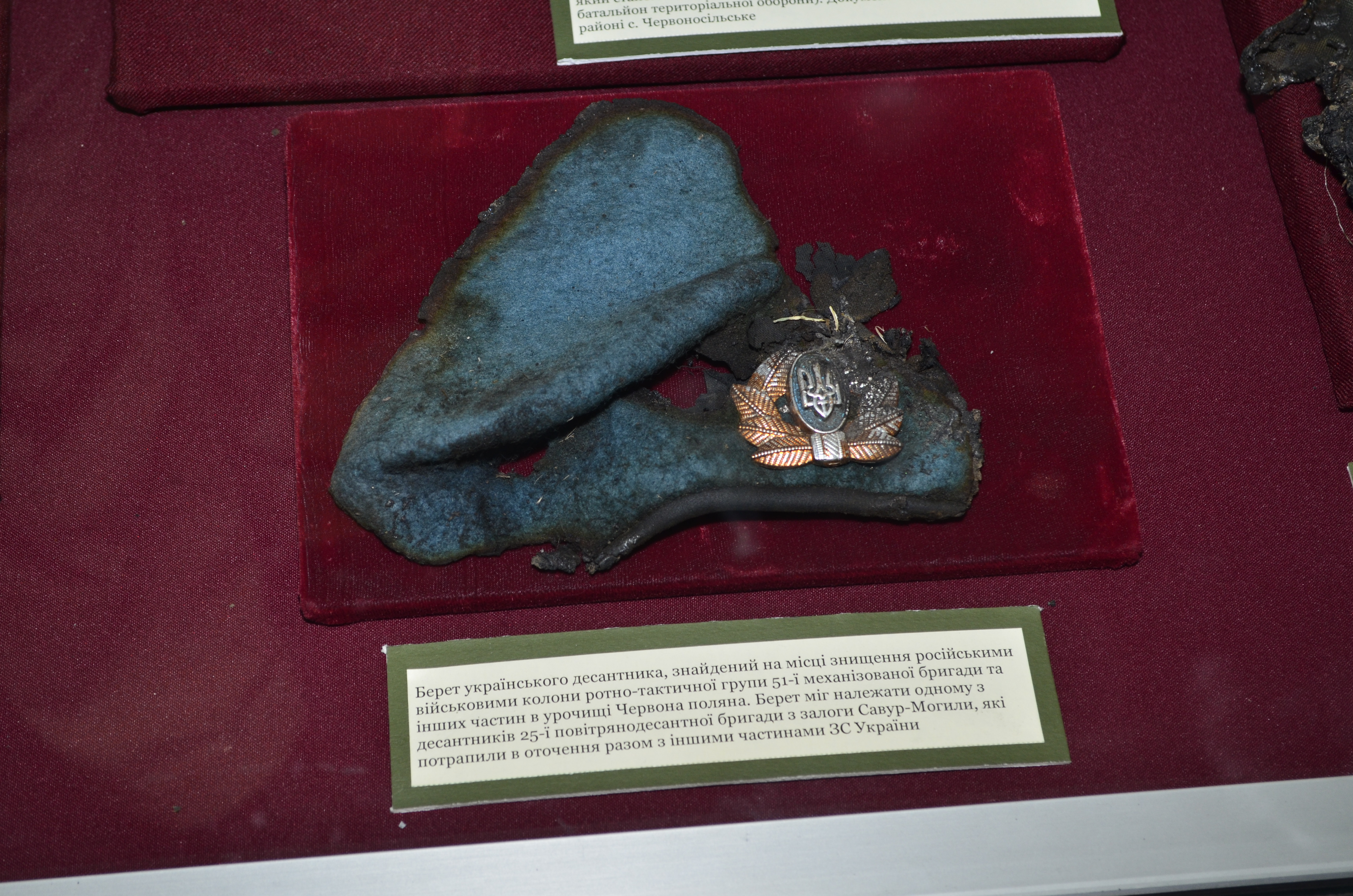

## Філії
До складу Національного військово-історичного музею України входять п'ять філій:
- Музей ракетних військ стратегічного призначення (смт. Побузьке, Кіровоградська область), створено на базі бойової ракетної частини. Відвідувачі музею мають змогу оглянути раніше цілком таємні об'єкти і скласти уяву про бойові можливості ракетних військ періоду холодної війни.
- Волинський регіональний музей українського війська та військової техніки (м. Луцьк).
- Музей «Герої Дніпра» (м. Івано-Франківськ).
- Меморіальний комплекс «Пам'яті героїв Крут» (с. Пам'ятне, Борзнянський район, Чернігівська область).
- Музей важкої бомбардувальної авіації (м. Полтава).

### На непідконтрольній території
- Військово-морський музейний комплекс «Балаклава» (Балаклава, м. Севастополь), експозиція якого висвітлює питання військово-морської діяльності. Музей розміщено в приміщенні колишнього підземного заводу з ремонту підводних човнів та ядерного арсеналу.
- Військово-історичний комплекс «Михайлівська батарея», (м. Севастополь), знаходиться в Михайлівському равеліні (батареї), що є історичною пам'яткою України. Відтворював історію, формування та діяльність ВМС України.

## Керівництво музею
- Кошель Юрій Петрович — т.в.о. директора
- Тинченко Ярослав Юрійович — заступник директора з наукової роботи

### Колишні керівники музею
- Карпов Віктор Васильович (з 1995 по 2013)
- Таранець Владислав Володимирович (з 2013 по 2018)
- Ільєнко Андрій Борисович (з 2018 по 2023)